# Празник на драконовите лодки
Дуану или Фестивал на драконовите лодки (традиц. китайски: 端午節; опрост. китайски: 端午节; пинин: Duānwǔjié) е традиционен празник, произхождащ от Китай, който се отбелязва близо до лятното слънцестоене. Познат е още като Фестивал Джунсяо (китайски: 忠孝節; пинин: Zhōngxiàojié), чествайки верността и благочестието. Фестивалът се пада на 5-ия ден от 5-ия месец от традиционния китайски календар. Китайският календар е лунно-слънчев, затова датата на фестивала варира всяка година от грегорианския календар. През 2016 се пада на 9 юни, а през 2017 – на 30 май.

## История

### Цю Юен
Най-известната история в съвременен Китай гласи, фестивалът отбелязва смъртта на поета и министър Цю Юен (ок. 340-278 пр.н.е.) от древната страна Чу по време на периода на воюващите държави на династията Джоу. Когато царят решава да се съюзи с все по-мощната страна Цин, Цю бива изгонен, заради несъгласието си със съюза и дори е обвинен в измяна. По време на изгнанието си Цю Юен пише много поезия. Двадесет и осем години по късно Цин завзема Йинг, столицата на Чу. В отчаяние Цю Юен се самоубива като се хвърля в реката Милуо.
Твърди се, че местните хора, които му се възхищавали, са го търсили в лодките си, за да го спасят или поне намерят тялото му. Това е началото на състезанията с драконови лодки. След като не могат да намерят тялото му, хората пускат топки от лепкав ориз в реката, за да може рибите да ядат тях вместо тялото на Цюй. Смята се, че оттук произлизат цонгци.

## Чествания
Три от най-разпространените дейности по време на фестивала са ядене и приготвяне на цонгци, пиене на вино от реалгар и състезаване с драконови лодки.
Други дейности включват закачане изображения на Чонг Куи (митична фигура на пазител), закачане на каламус, правене на дълги разходки и носене на парфюмирани медицински торбички. Традиционни активности са също игра, в която играчът трябва да успее да накара яйце да седи право в точно 00:00 ч., ако успее, ще има късмет през цялата година, и писане на заклинания. Всичко това, заедно с виното от реалгар, се смятало от древните китайци за ефективно в борбата с болести и зли сили.
В ранните години на Република Китай, Дуану се е празнувал като Ден на поетите, заради статута на Цюй Юан като първият поет на Китай.
Смята се, че по време на лятното слънцестоене Слънцето е най-силно, тъй като денят в северното полукълбо е най-дълъг. Слънцето, като китайския дракон, традиционно представлява мъжка енергия, докато Луната, както и феникса, традиционно представляват женската енергия.